# Argentum Online 2
Argentum Online 2 é um Jogos de RPG Online Massivos Massively Multiplayer Online Role Playing Game, o prólogo de Argentum Online. 
Argentum 2 vai suportar diversos idiomas, incluindo Espanhol, Inglês, Francês, Catalão eEsperanto. 

## História
O jogo é uma pomba em dois mundos de fantasia. Um desses mundos foi subjugado pelo Lorde do Caos, muitos foram escravizados, apesar disso alguns restaram escondidos, esperando a chance de achar um portal mágico e chegar ao novo mundo. Esses portais mágicos aparecem e desaparecem aleatoriamente ao redor do mundo, ligando os mundos. 
Em Argentum Online 2 o jogador deve trilhar seu próprio caminho, abraçando o caos ou lutando contra ele. Muitos personagens estão fugindo de Dovoo, o mundo em ruínas, e iniciando sua própria aventura no promissor novo mundo de Argentum. O jogador também pode criar personagens naturais de argentum. 

## Desenvolvimento
O jogo está sendo desenvolvido na linguagem de programação C/C++ usando DirectX 8 e MySQL. Tem uma engine isométrica de código livre sobre a licença LGPL.

## Requisitos de sistema
- CPU de 400 MHz
- Placa aceleradora 3D
- 64 MB RAM
- Windows 2000 ou Superior
- DirectX 8.1 ou Superior
- Conexão a Internet